# Marie Lloyd
Pour les articles homonymes, voir Lloyd.
Matilda Alice Victoria Wood (12 février 1870 – 7 octobre 1922), mieux connue sous le nom de Marie Lloyd, est une chanteuse de music-hall et une actrice anglaise. Elle est surtout connue pour son interprétation de chansons telles The Boy I Love Is Up in the Gallery (en), My Old Man (en) et Oh Mr Porter What Shall I Do (en).

## Biographie
Née à Londres, elle commence sa carrière professionnelle en 1884. 
Entre 1894 et 1900, elle obtient une reconnaissance internationale grâce à une tournée en France, en Amérique, en Australie et en Belgique.